# Sark (ort i Iran)
Sark (persiska: سرک) är en ort i Iran.   Den ligger i provinsen Khorasan, i den nordöstra delen av landet, 700 km öster om huvudstaden Teheran. Sark ligger 1 175 meter över havet och antalet invånare är 965.
Terrängen runt Sark är platt åt nordost, men åt sydväst är den kuperad.Runt Sark är det ganska glesbefolkat, med 35 invånare per kvadratkilometer. Närmaste större samhälle är Chenārān, 8,6 km sydost om Sark. Trakten runt Sark består till största delen av jordbruksmark.